# Strada statale 101 Salentina di Gallipoli
La strada statale 101 Salentina di Gallipoli (SS 101), già strada nazionale 95, è una strada statale italiana, che collega Lecce a Gallipoli.

## Storia
La strada statale 101 fu istituita nel 1928 con il percorso "Lecce - Gallipoli" e la denominazione di "Salentina".
Nel 1937 assunse la nuova denominazione di "Salentina di Gallipoli"; contemporaneamente la denominazione di "Salentina" passò alla nuova statale 7 ter.
Recentemente la strada è stata soggetta ad un ammodernamento che permette ai veicoli in transito di evitare completamente i centri urbani di Lequile, Galatone e Gallipoli. Contestualmente, i vecchi tratti di statale che attraversavano queste città sono stati ceduti alla gestione dei rispettivi Comuni, così come dal Comune di Lecce è gestito il primo tratto urbano della strada stessa (1,9 km fino allo svincolo per l'Ospedale "Vito Fazzi").

## Caratteristiche
La SS 101 è costituita da due carreggiate, ciascuna con due corsie per ogni senso di marcia, tranne nel primo tratto di 2,6 chilometri. Oggi è classificata come strada extraurbana secondaria a due corsie di carreggiata e pertanto vige il limite massimo di velocità di 90 chilometri orari.
Nel 2018 il tratto fra il chilometro 2,6 e il chilometro 8, ossia la variante di Lequile, ha ricevuto un abbassamento del limite di velocità a 70 chilometri orari vista la pericolosità del tratto, particolarmente ricco di curve pericolose. Stessa sorte è toccata al tratto fra il km 31 e il km 38, ossia la circonvallazione di Gallipoli a partire dallo svincolo Nardò-Lido Conchiglie.

## Distanze
La strada statale è lunga 38,500 km dal centro di Lecce fino ai pressi di Gallipoli, dove senza soluzione di continuità prosegue come Strada Statale 274 Salentina Meridionale in direzione Leuca.
Il chilometro zero della strada è posto appena fuori dalle mura del centro storico di Lecce, all'innesto tra i viali dell'Università e Gallipoli.

## Percorso
Il tratto urbano è composto dall'insieme delle vie A. Diaz, Rudiae e Lequile per un totale di circa due chilometri. Uscita da Lecce presenta uno svincolo per via Giuseppe Moscati, che congiunge la SS101, l'Ospedale Vito Fazzi di Lecce e la Strada Provinciale 362, da cui raggiungere San Cesario di Lecce e Galatina. In prossimità del raddoppio di corsia è presente un doppio svincolo per la Tangenziale Ovest di Lecce, con il primo che porta verso Brindisi e il secondo verso Maglie. Dopodiché la strada supera Lequile in variante, costeggiando anche l'adiacente San Pietro in Lama, ricevendo anche il traffico delle vicine San Cesario e Monteroni.
Dopo l'ultimo svincolo per Lequile che serve la frazione di Dragoni, la statale assume un andamento rettilineo per circa 12 chilometri incrociando progressivamente la Strada Provinciale 367 per Galatina, Maglie e Otranto, la provinciale Copertino-San Donato da cui poter raggiungere Leverano, Sant'Isidoro e Porto Cesareo, la provinciale Copertino-Galatina con le vicine Collemeto e Santa Barbara, la prima svolta per Nardò.
Giunti al primo svincolo per Galatone (da cui poter raggiungere progressivamente Seclì, Aradeo, Cutrofiano e Maglie attraverso la Strada Provinciale 363) la strada evita in variante il centro abitato, incrociando la via Galatone-Nardò (da cui raggiungere Porto Cesareo e Avetrana attraverso la Strada Provinciale 359), la Galatone-Santa Maria al Bagno e l'ultima svolta per il centro abitato.
Dopo il primo svincolo per Sannicola e l'ultimo per Nardò (da cui raggiungere il litorale nord di Gallipoli), la strada curva scendendo verso Gallipoli dove assume la denominazione di tangenziale, dotata di quattro svincoli:
- Gallipoli nord-Ospedale-Litorale nord (Rivabella-Lido Conchiglie);
- Gallipoli-Sannicola;
- Gallipoli-Alezio, da cui poter raggiungere Maglie attraverso la Strada Provinciale 361, passando per Parabita e Collepasso;
- Gallipoli sud-Baia Verde.

In prossimità di quest'ultimo svincolo, la statale prosegue come Strada Statale 274 Salentina Meridionale in direzione Taviano-Casarano-Ugento-Leuca.

## Tracciato
| STRADA STATALE 101 Salentina di Gallipoli | |      |      |           |
| Tipo                                      | Indicazione | ↓km↓ | ↑km↑ | Provincia |
|                                           | Lecce Via Rudiae Viale dell'Università                                                                             | 0,0  | 38,5 | LE        |
|                                           | Ospedale Fazzi San Cesario di Lecce-Galatina                                                                       | 1,9  | 36,6 | LE        |
|                                           | Tangenziale Ovest Brindisi-Bari Maglie Lequile                                                                     | 2,9  | 35,6 | LE        |
|                                           | Lequile San Cesario di Lecce                                                                                       | 4,4  | 34,1 | LE        |
|                                           | Lequile San Pietro in Lama                                                                                         | 5,0  | 33,5 | LE        |
|                                           | Lequile San Pietro in Lama                                                                                         | 5,8  | 32,7 | LE        |
|                                           | Lequile Dragoni | 7,5  | 31,0 | LE        |
|                                           | Area di Servizio                                                                                                   | 7,9  | 30,6 | LE        |
|                                           | Zona industriale di Lequile                                                                                        | 8,9  | 29,6 | LE        |
|                                           | Contrada Caradonna                                                                                                 | 9,2  | 29,3 | LE        |
|                                           | Maglie Aeroporto militare Galatina Otranto                                                                         | 9,6  | 28,9 | LE        |
|                                           | Copertino San Donato di Lecce Santuario Madonna della Grottella Porto Cesareo                                      | 11,2 | 27,3 | LE        |
|                                           | Complanare | 14,1 | 24,4 | LE        |
|                                           | Complanare | 14,9 | 23,6 | LE        |
|                                           | Copertino-Galatina Basilica di Santa Caterina d'Alessandria                                                        | 15,7 | 22,8 | LE        |
|                                           | Complanare | 16,1 | 22,4 | LE        |
|                                           | Collemeto Santa Barbara                                                                                            | 17,4 | 21,1 | LE        |
|                                           | Nardò Stadio di Nardò                                                                                              | 17,8 | 20,7 | LE        |
|                                           | Zona industriale di Nardò                                                                                          | 19,8 | 18,7 | LE        |
|                                           | Galatone nord Galatina Seclì-Aradeo-Maglie Basilica di Santa Caterina d'Alessandria Santuario Madonna della Grazia | 20,9 | 17,6 | LE        |
|                                           | Nardò-Galatone Porto Cesareo Avetrana-Taranto                                                                      | 23,8 | 14,7 | LE        |
|                                           | Galatone Santa Maria al Bagno-Santa Caterina                                                                       | 26,4 | 12,1 | LE        |
|                                           | Galatone sud | 28,0 | 10,5 | LE        |
|                                           | Sannicola Alezio-Tuglie                                                                                            | 28,6 | 9,9  | LE        |
|                                           | Complanare | 30,3 | 8,2  | LE        |
|                                           | Nardò Lido Conchiglie Avetrana-Taranto                                                                             | 31,3 | 7,2  | LE        |
|                                           | Sannicola- Lido Conchiglie Rivabella                                                                               | 32,1 | 6,4  | LE        |
|                                           | Complanare Inversione di marcia                                                                                    | 33,4 | 5,1  | LE        |
|                                           | Uscita 1 - Gallipoli Centro Storico Litorale nord/S. Andrea                                                        | 34,5 | 4,0  | LE        |
|                                           | Uscita 2 - Gallipoli Porto Sannicola                                                                               | 35,5 | 3,0  | LE        |
|                                           | Uscita 3 - Gallipoli Ospedale Sacro Cuore di Gesù Alezio-Parabita-Maglie                                           | 36,4 | 2,1  | LE        |
|                                           | Uscita 4 - Gallipoli S. Giovanni Stadio "Antonio Bianco" Uscita 5 - Gallipoli Baia Verde                           | 38,1 | 0,4  | LE        |
|                                           | Innesto Leuca Litorale sud Gallipoli Taviano-Casarano-Ugento                                                       | 38,5 | 0,0  | LE        |